# Quinmerac
Quinmerac (ISO-naam) is een organische verbinding die gebruikt wordt in herbiciden. Het is een aromatisch carbonzuur, goed oplosbaar in water. Het is een zwak zuur.
In zuivere toestand is het een kleurloze vaste stof. In de praktijk wordt het gewoonlijk geleverd als een vloeibaar suspensieconcentraat dat moet gemengd worden met water en dan versproeid.
Quinmerac is een bodemherbicide, het wordt vooral geabsorbeerd door de wortels. Het is een synthetisch auxine. Commerciële producten bevatten nog een tweede actieve stof, zoals metazachloor of chloridazon, waarvan de werking door quinmerac versterkt wordt. Voorbeelden zijn Fiesta (quinmerac + chloridazon), dat ingezet wordt voor de bestrijding van onkruiden in de bietenteelt, of Butisan Plus (quinmerac + metazachloor), dat gebruikt wordt in de teelt van winterkoolzaad. Beide producten zijn van BASF, dat de stof oorspronkelijk patenteerde, maar er zijn inmiddels ook andere producenten van de stof.

## Regelgeving
De Europese Commissie heeft op 6 november 2010 beslist om quinmerac op te nemen in de lijst van toegelaten gewasbeschermingsmiddelen, vanaf 1 mei 2011.